# Love Is Wicked
Love Is Wicked è l'album d'esordio del duo giamaicano Brick & Lace. È stato pubblicato in alcuni paesi nel 2007, nel 2008 in Francia. È stato ripubblicato nel 2009: questa seconda pubblicazione è stata estesa al Regno Unito. La seconda versione presenta tracce inedite. In totale dal 2007 al 2009 sono stati estratti 7 singoli: Get That Clear (Hold Up), Never, Never, Love Is Wicked, Take Me Back, Cry On Me, Bad to Di Bone e Room Service.

## Tracce
1. Get That Clear (Hold Up)
2. Never Never
3. Don't Stop
4. Take Me Back
5. Why'd You Lie?
6. Love Is Wicked
7. Boyfriend
8. Push It Up
9. Buss A Shot
10. Mr. Officer
11. My Apple
12. U And Me

### Tracce della versione del 2009
1. Love Is Wicked
2. Bad to Di Bone
3. Buss a Shot
4. Take Me Back
5. Cry On Me
6. Room Service
7. Get That Clear (Hold Up)
8. Push It Up
9. Why'd You Lie?
10. Don't Stop
11. U And Me
12. Never Never